# Пять рублей 1832 года
Пять рублей 1832 года — подарочная золотая монета Российской империи, отчеканенная тиражом в 1000 экземпляров в честь доставки первой партии золота с Колывано-Воскресенских приисков.

## История
Во второй четверти XVIII века уменьшилась зависимость Российской империи от импорта золота. Была начата добыча золота при обработке золотосодержащих серебряных руд на Нерчинских заводах в Забайкалье и Колывано-Воскресенских заводах на Алтае.
Развитие золотого промысла в 30-х годах происходило на алтайских и забайкальских кабинетских землях, принадлежащих императору. 14 апреля 1830 года Николай I подписал именной указ генерал-губернатору Восточной Сибири «О вступлении ему в главное местное Управление Нерчинскими заводами и о приведении оных в лучшее состояние», которые, однако, остались частной собственностью императора. На Пасху 1831 года от министра финансов Е. Ф. Канкрина Николай получил в подарок золотой слиток весом 1 фунт 50 золотников (≈623 г), выплавленный из золота, добытого в недавно открытых россыпях в округе Колывано-Воскресенских заводов.
Из докладной записки Департаменту горных и соляных дел от 9 мая 1832 известно, что в столицу доставили 5 пудов 3 фунта «серебристого золота», содержащего в фунте 90 золотников золота и 5+1⁄2 золотника серебра. В честь этого события для 22 июня 1832 года была изготовлена 1000 золотых пятирублёвых монет с памятной надписью. По распоряжению императора, 50 монет остались у него, остальные распределили между членами императорской фамилии.

## Описание
В 1832 году произошли некоторые изменения в оформлении золотых монет. На смену «александровскому» двуглавому орлу с опущенными вниз крыльями на герб и аверсы монет вернулся орёл с поднятыми расправленными крыльями. Также обозначение номинала переместилось с лицевой на оборотную сторону монеты, а вокруг неё появилась круговая надпись с обозначением содержания чистого золота.
Аверс монеты такой же, как на пятирублёвиках 1832 года регулярного чекана. На нём изображён государственный двуглавый орёл под тремя императорскими коронами, в лапах символы императорской власти — скипетр и держава. На груди орла червлёный щит, на котором святой Георгий Победоносец на коне, разящий копьём змея. Вокруг щита цепь ордена Андрея Первозванного. На крыльях орла щиты с гербами: Царства Казанского, Царства Астраханского, Царства
Сибирского, Царства Польского, Царства Херсонеса Таврического и Княжества Финляндского. Слева и справа от хвоста орла инициалы минцмейстера: «П Д» (Павел Данилов). Зубчатый ободок по кругу.
На реверсе монеты внутри точечного ободка находится обозначение номинала: «❀ 5 ❀ РУБЛЕЙ»; ниже фигурная черта из растительных элементов, под ней дата — «1832» и «С. П. Б.» — знак Санкт-Петербургского монетного двора. Над обозначением номинала полукругом расположена надпись: «ИЗЪ РОЗС. КОЛЫВ.». Круговая надпись: «❀ ЧИСТАГО ЗОЛОТА 1 ЗОЛОТНИКЪ 39 ДОЛЕЙ».
Гурт монеты пунктирный. Проба 917-я метрическая. Вес — 6,56 г, диаметр — 22,6 мм. ГМ 102.VII.2; Биткин 884 (R2). Музей МНК, инв. № н/п 972.